# Kannemeyeriidae

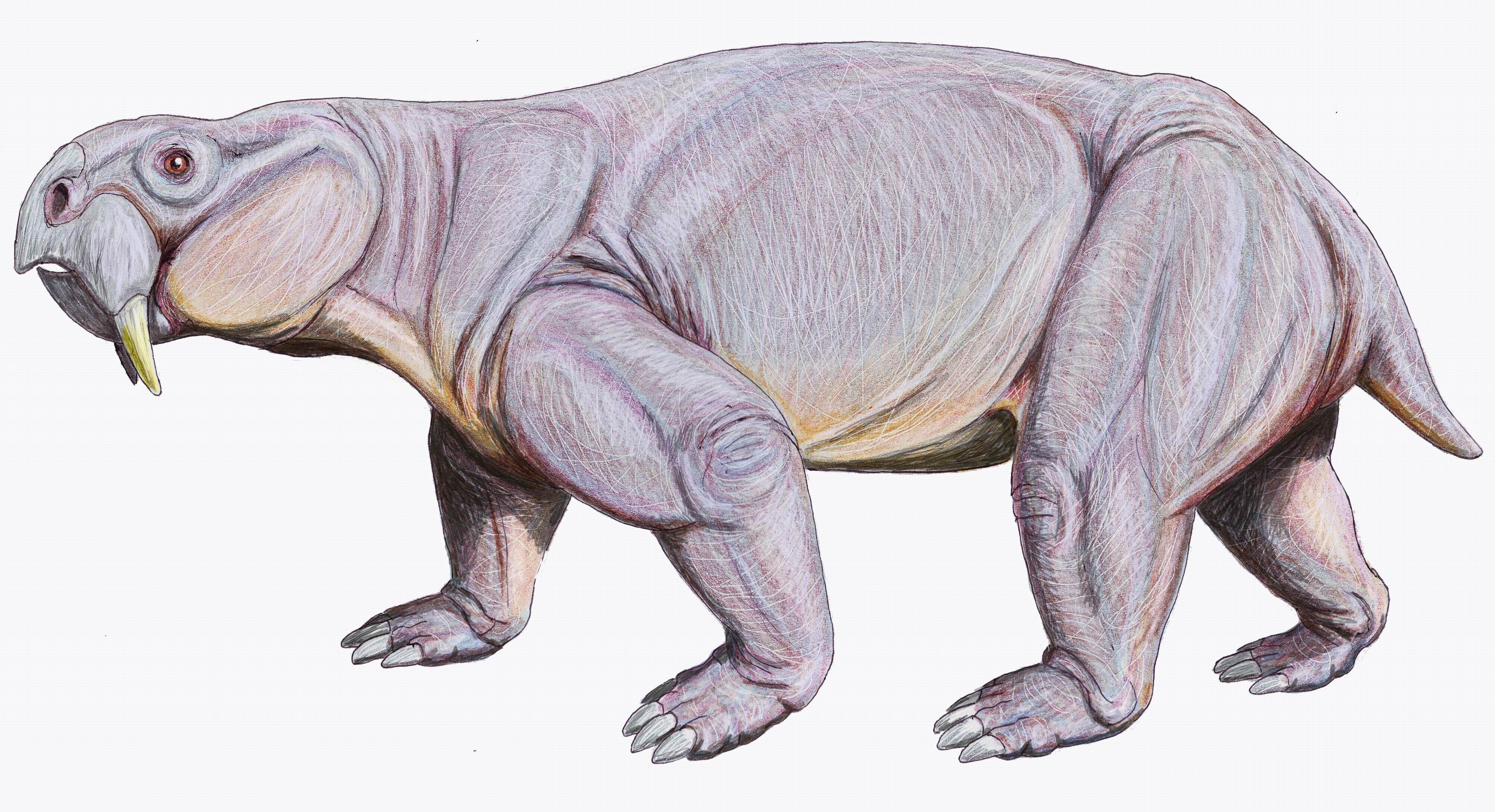
Dinodontosaurus

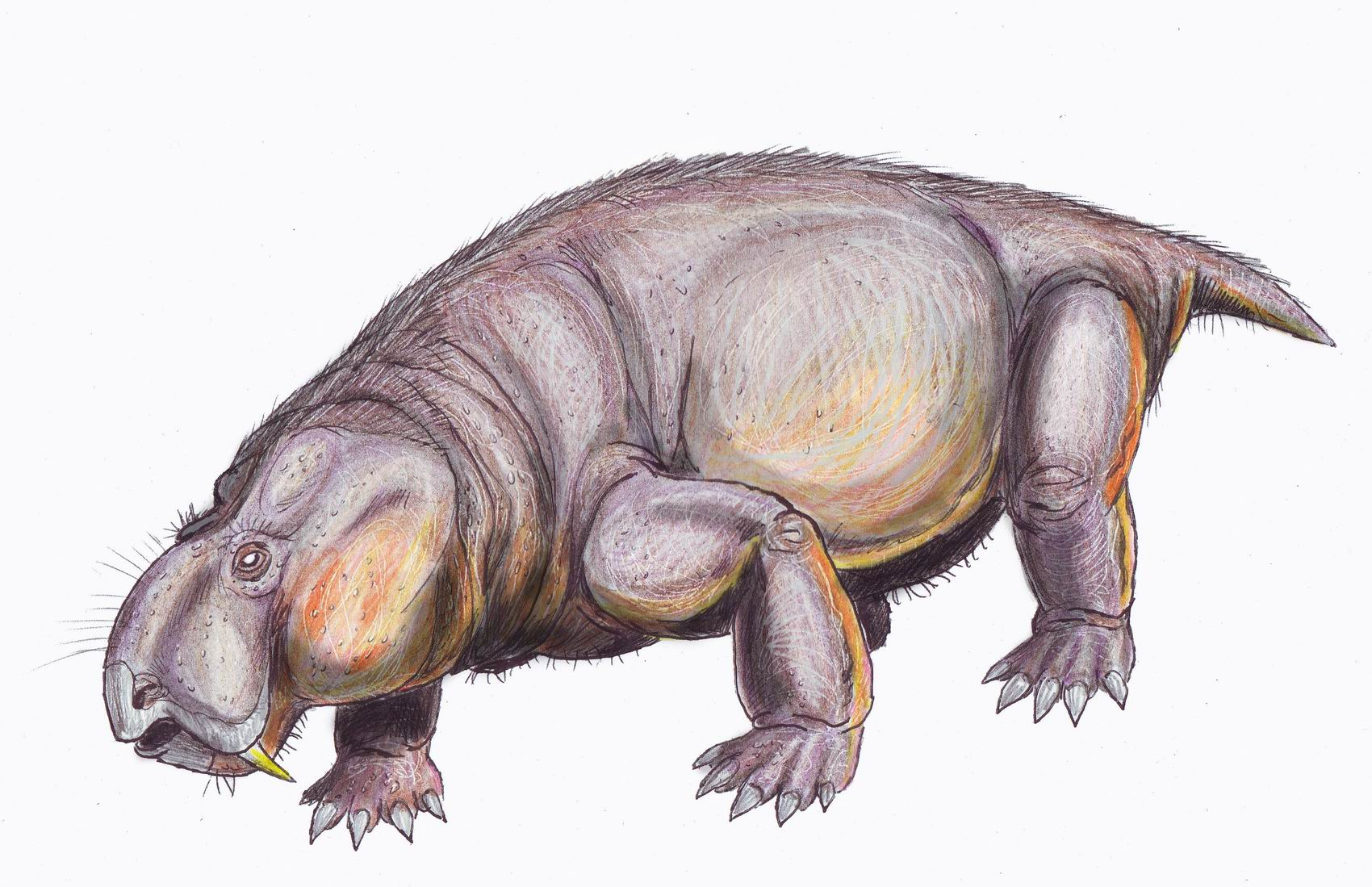
Sinokannemeyeria

Die Kannemeyeriidae sind ausgestorbene Landwirbeltiere aus der Gruppe der Therapsiden („säugetierähnliche Reptilien“). Sie lebten während des mittleren und oberen Trias. Fossilien der Gruppe wurden in Afrika, Nord- und Südamerika, Europa, Indien und China gefunden.

## Merkmale
Sie hatten einen tonnenförmigen Rumpf und einen kurzschnäuzigen Schädel, ähnlich dem von Lystrosaurus, auf dem sich im Unterschied zu diesem ein schmaler Intertemporalkamm befand. Die Schädel erreichten Längen von 25 bis 60 Zentimeter. Das Postcranialskelett (der dem Schädel nachfolgende Bereich des Skeletts) ähnelte dem der permischen Dicynodontia, war aber noch gedrungener, die Beine stämmiger. Das Becken weist einen auffallenden vorn liegende Auswuchs des Darmbeins (Ilium) und ein reduziertes Schambein (Pubis) auf, was wahrscheinlich die Möglichkeit eröffnete, das sich die Tiere auf den Hinterbeinen aufrichten konnten, um Blätter von höheren Pflanzenabschnitten zu fressen.

## Systematik
- Kannemeyeriidae Huene 1948 
  - Angonisaurus Cox 1983
  - Barysoma Cox 1965
  - Chanaria Cox 1968
  - Dinodontosaurus Romer 1943
  - Dolichuranus Keyser 1973
  - Elephantosaurus Vjuschkov 1969
  - Jacheleria Bonaparte 1971
  - Kannemeyeria Seeley 1908
  - Parakannemeyeria Sun 1960
  - Placerias Lucas 1904
  - Rabidosaurus Kalandadze 1970
  - Rechnisaurus Roychowdhury 1970
  - Rhinocerocephalus Vjuschkov 1969
  - Rhinodicynodon Kalandadze 1970
  - Sangusaurus Cox 1969
  - Shansiodon Yeh 1959
  - Sinokannemeyeria Young 1937
  - Tetragonias Cruickshank 1967
  - Uralokannemeyeria Danilov 1971
  - Vinceria Bonaparte 1969
  - Wadiasaurus Roychodhury 1970
  - Zambiasaurus Cox 1969